# ويليام بيرد (لاعب كريكت)
ويليام بيرد (17 أبريل 1795 في المملكة المتحدة - ) (بالإنجليزية: William Bird)‏ هو لاعب كريكت بريطاني. لعب مع Cambridge Town Club ‏.